# Ludovisi

Brasão dos Ludovisi

Os Ludovisi foram uma família nobre Italiana originária da cidade de Bolonha.
O maior destaque político-social desta família inicia-se com Nicolau I Ludovisi que, em primeiras núpcias, casa com Isabel Gesualdo, cujo dote incluía o feudo de Gesualdo e o Principado de Venosa. Em segundas núpcias, casa com Polissena Appiani, herdeira dos Appiani, Príncipes de Piombino. Em 1634, Nicolau Ludovisi tornou-se Príncipe Soberano do Piombino.
A família ocupou o trono do Piombino até que Hipólita Ludovisi, último membro da família, casou com Gregório II Boncompagni, Duque de Sora. Neste casamento tem origem o novo ramo Boncompagni-Ludovisi (ver Boncompagni) que ainda hoje existe.

## Membros da família

### Eclesiásticos
- Gregório XV, Papa
- Ludovico Ludovisi, Cardeal

### Príncipes de Piombino
- Nicolau I (Niccolò I Ludovisi) 1634–1664
- João Baptista (Giovanni Battista Ludovisi) 1664–1699
- Nicolau II (Niccolò II Ludovisi) 1699–1700
- Olímpia (Olimpia Ludovisi) 1700-1701
- Hipólita (Ippolita Ludovisi) 1701–1733